# Trung tuyến
Đường trung tuyến của đoạn thẳng là đường thẳng đi qua trung điểm của đoạn thẳng đó.
Trong hình học, đường trung tuyến của một tam giác là một đoạn thẳng nối từ đỉnh của tam giác tới trung điểm của cạnh đối diện. Mỗi tam giác đều có ba trung tuyến.
Đối với tam giác cân và tam giác đều, mỗi trung tuyến của tam giác chia đôi các góc ở đỉnh với hai cạnh kề có chiều dài bằng nhau.
Trong hình học không gian, khái niệm tương tự là mặt trung tuyến trong tứ diện.

## Tính chất đường trung tuyến

### Đồng quy tại 1 điểm
3 đường trung tuyến của tam giác đồng quy tại 1 điểm. Điểm đó được gọi là trọng tâm của tam giác. Khoảng cách từ trọng tâm của tam giác đến đỉnh bằng 2/3 độ dài đường trung tuyến ứng với đỉnh đó.

### Chia ra diện tích của các tam giác bằng nhau
Mỗi trung tuyến chia diện tích của tam giác thành hai phần bằng nhau. Ba trung tuyến chia tam giác thành sáu tam giác nhỏ với diện tích bằng nhau.

#### Chứng minh:

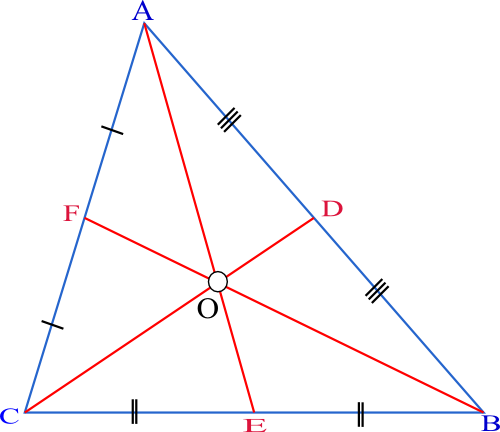

Xem xét tam giác ABC (hình bên), cho D là trung điểm của {\displaystyle {\overline {AB}}}, E là trung điểm của {\displaystyle {\overline {BC}}}, F là trung điểm của {\displaystyle {\overline {AC}}}, và O là trọng tâm.
Theo định nghĩa, {\displaystyle AD=DB,AF=FC,BE=EC\,}. Do đó {\displaystyle [ADO]=[BDO],[AFO]=[CFO],[BEO]=[CEO],} và {\displaystyle [ABE]=[ACE]\,}, trong đó {\displaystyle [ABC]} là diện tích của {\displaystyle \triangle ABC}; điều này đúng bởi trong mỗi trường hợp hai tam giác có chiều dài đáy bằng nhau, và có cùng đường cao từ đáy (mở rộng), và diện tích của tam giác thì bằng một phần hai đáy nhân đường cao.
Chúng ta có:
{\displaystyle [ABO]=[ABE]-[BEO]\,}
{\displaystyle [ACO]=[ACE]-[CEO]\,}
Do đó, {\displaystyle [ABO]=[ACO]\,} và {\displaystyle [ADO]=[DBO],[ADO]={\frac {1}{2}}[ABO]}
Do {\displaystyle [AFO]=[FCO],[AFO]={\frac {1}{2}}ACO={\frac {1}{2}}[ABO]=[ADO]}, do đó, {\displaystyle [AFO]=[FCO]=[DBO]=[ADO]\,}. Sử dụng cùng phương pháp này, ta có thể chứng minh {\displaystyle [AFO]=[FCO]=[DBO]=[ADO]=[BEO]=[CEO]\,}.

## Công thức liên quan tới độ dài của đường trung tuyến
Độ dài của trung tuyến có tính được bằng định lý Apollonius như sau:
{\displaystyle m_{c}={\sqrt {\frac {2a^{2}+2b^{2}-c^{2}}{4}}},}
trong đó a, b và c là các cạnh của tam giác với các trung tuyến tương ứng ma, mb, và mc từ trung điểm
Do vậy chúng ta cũng có các mối quan hệ:
{\displaystyle a={\frac {2}{3}}{\sqrt {-m_{a}^{2}+2m_{b}^{2}+2m_{c}^{2}}}={\sqrt {2(b^{2}+c^{2})-4m_{a}^{2}}}={\sqrt {{\frac {b^{2}}{2}}-c^{2}+2m_{b}^{2}}}={\sqrt {{\frac {c^{2}}{2}}-b^{2}+2m_{c}^{2}{\bar {}},}}}
{\displaystyle b={\frac {2}{3}}{\sqrt {-m_{b}^{2}+2m_{a}^{2}+2m_{c}^{2}}}={\sqrt {2(a^{2}+c^{2})-4m_{b}^{2}}}={\sqrt {{\frac {a^{2}}{2}}-c^{2}+2m_{a}^{2}}}={\sqrt {{\frac {c^{2}}{2}}-a^{2}+2m_{c}^{2}}},}
{\displaystyle c={\frac {2}{3}}{\sqrt {-m_{c}^{2}+2m_{b}^{2}+2m_{a}^{2}}}={\sqrt {2(b^{2}+a^{2})-4m_{c}^{2}}}={\sqrt {{\frac {b^{2}}{2}}-a^{2}+2m_{b}^{2}}}={\sqrt {{\frac {a^{2}}{2}}-b^{2}+2m_{a}^{2}}}.}

## Liên kết
- Medians and Area Bisectors of a Triangle
- The Medians at cut-the-knot
- Area of Median Triangle at cut-the-knot
- Medians of a triangle With interactive animation
- Constructing a median of a triangle with compass and straightedge animated demonstration
- Weisstein, Eric W., "Triangle Median" từ MathWorld.